# ريتشارد أسانتي
ريتشارد أسانتي ويُعرف أيضًا باسمِ كاليبوس هو ممثل وكوميدي غاني اشتهر من خلال دوره في المسلسل الكوميدي بويز كاسا (بالإنجليزية: Boys Kasa)‏، الذي مكّنه من نيل جائزة بلاك بريتيش إنترتينمنت (بالإنجليزية: Black British Entertainment)‏ في لندن عام 2017. شارك ريتشارد أسانتي في بطولة العديد من الأفلام الغانية الشهيرة بما في ذلك كاليبوس في الصين – ومنه اشتهر بلقب كاليبوس – فضلًا عن فيلم أماكي (بالإنجليزية: Amakye)‏ وديدي (بالإنجليزية: Dede)‏ وأفلام أخرى.

## النشأة والتعليم
ولد ريتشارد أسانتي (أو كاليبوس) في السابع والعشرين من نيسان/أبريل 1988 لأبوين هما السيد بيتر أوسو مينساه والسيدة فيليسيا أوسو. التحق بمدرسة دي يونغسترز الدولية (بالإنجليزية: De-youngsters International)‏ وإعداديّة سانت أنثوني (بالإنجليزية: Saint Anthony)‏ في أكرا من أجل تعليمه الأساسي فيما تلقى تعليمه الثانوي في ثانويّة سوهوم الفنية (بالإنجليزية: Suhum Secondary Technical School)‏ حيث درس تشييد المباني. واصل دراستهُ في المعهد الوطني للسينما والتلفزيون (NAFTI)، ثمّ تخرج من المعهد بدرجة البكالوريوس في التصوير السينمائي.

## قائمة أعماله
هذه قائمةٌ بأبرز أعمال ريتشارد أسانتي:
| - بنين كاسا (2014) - كاليبوس في الصين (2016) - أسيلوم داون (2016) - مغامرات كاليبوس (2018) - السكر | - جون وجون - لغة الحب - مامي هوي - انكسار الرجال 3 - كوبولور | - مدينة الشوكولاتة (2018) - شعلة جديدة - أوكومفو أنوكي بوما - كوبولور - الطيارين 2 | - أبطال الغيتو - كايا - حافلة بعيدة (2016) - فكّر بذكاء - غاضب |

## الجوائز
| العام | الجائزة                                          | الفئة                          | الفيلم    | النتيجة |
| ----- | ------------------------------------------------ | ------------------------------ | --------- | ------- |
| 2014  | جوائز السينما الغانية                            | اكتشاف العام                   | بنين كاسا | فوز     |
| 2017  | جوائز الترفيه البريطانية السوداء                 |                                |           | فوز     |
| 2015  | جوائز أفلام غانا                                 | الممثل المفضل                  |           | رُشِّح     |
| 2014  | جوائز غانا للتعليم العالي                        | أفضل ممثل وطالب العام          |           | رُشِّح     |
| 2015  | جوائز اختيار الشباب الأفريقي                     | أفضل ممثل صاعد                 |           | رُشِّح     |
| 2016  | جوائز الفيلم الذهبي                              | الممثل الذهبي في الكوميديا     |           | فوز     |
| 2016  | جائزة الرجال الحصرية                             |                                |           | رُشِّح     |
| 2016  | جوائز مهرجان نافتي السينمائي                     | أفضل تصوير سينمائي             |           | فوز     |
| 2017  | جوائز الترفيه البريطانية السوداء                 | أفضل جائزة دولية               |           | فوز     |
| 2017  | جوائز غانا نيجيريا للإنجازات                     | الأفضل في الكوميديا            |           | فوز     |
| 2017  | جوائز غانا الترفيهية بالولايات المتحدة الأمريكية | الممثل الرئيسي في الفيلم       |           | رُشِّح     |
| 2017  | جوائز الفيلم الذهبي                              | أفضل ممثل مساعد في فيلم كوميدي |           | رُشِّح     |